# Seznam československých hráčů v NHL v sezóně 1987/1988
Toto je seznam hráčů Československa a jejich statistiky v sezóně 1987/1988 NHL.

| Tým                   | Věk | Hráč            | Post | Počet zápasů | Branky | Asistence | Body | Počet zápasů v play off | Branky v play off | Asistence v play off | Body v play off |
| --------------------- | --- | --------------- | ---- | ------------ | ------ | --------- | ---- | ----------------------- | ----------------- | -------------------- | --------------- |
| Detroit Red Wings     | 23  | Petr Klíma      | F    | 78           | 37     | 25        | 62   | 12                      | 10                | 8                    | 18              |
| Washington Capitals   | 21  | Michal Pivoňka  | F    | 71           | 11     | 23        | 34   | 14                      | 4                 | 9                    | 13              |
| Toronto Maple Leafs   | 28  | Miroslav Fryčer | F    | 38           | 12     | 20        | 32   | 3                       | 0                 | 0                    | 0               |
| Montreal Canadiens    | 21  | Petr Svoboda    | D    | 69           | 7      | 22        | 29   | 10                      | 0                 | 5                    | 5               |
| Toronto Maple Leafs   | 26  | Rick Lanz       | D    | 75           | 6      | 22        | 28   | 1                       | 0                 | 0                    | 0               |
| Minnesota North Stars | 23  | František Musil | D    | 80           | 9      | 8         | 17   | Ne                      |                   |                      |                 |
| Calgary Flames        | 29  | Jiří Hrdina     | F    | 9            | 2      | 5         | 7    | 1                       | 0                 | 0                    | 0               |
| Buffalo Sabres        | 6   | Jan Ludvig      | F    | 13           | 1      | 6         | 7    | Ne                      |                   |                      |                 |
| Los Angeles Kings     | 22  | Petr Prajsler   | D    | 7            | 0      | 0         | 0    | Ne                      |                   |                      |                 |

- F = Útočník
- D = Obránce